# Montgiscard
Montgiscard est une commune française située dans le nord-est du département de la Haute-Garonne, en région Occitanie.
Sur le plan historique et culturel, la commune est dans le Lauragais, l'ancien « Pays de Cocagne », lié à la fois à la culture du pastel et à l’abondance des productions, et de « grenier à blé du Languedoc ». Exposée à un climat océanique altéré, elle est drainée par le canal du Midi, l'Hers-Mort, l'Entournat, le ruisseau d'Amadou, le ruisseau de Rivel, le ruisseau des Rosiers, le ruisseau de Tissier et par divers autres petits cours d'eau. La commune possède un patrimoine naturel remarquable composé d'une zone naturelle d'intérêt écologique, faunistique et floristique.
Montgiscard est une commune rurale qui compte 2 586 habitants en 2022, après avoir connu une forte hausse de la population depuis 1962. Elle appartient à l'unité urbaine de Montgiscard et fait partie de l'aire d'attraction de Toulouse.
Ses habitants sont appelés les Montgiscardais.
Le patrimoine architectural de la commune comprend un immeuble protégé au titre des monuments historiques : l'église Saint-André, inscrite en 1926.

## Géographie

### Localisation
La commune de Montgiscard se trouve dans le département de la Haute-Garonne, en région Occitanie.
Elle se situe à 19 km à vol d'oiseau de Toulouse, préfecture du département, et à 7 km d'Escalquens, bureau centralisateur du canton d'Escalquens dont dépend la commune depuis 2015 pour les élections départementales.
La commune fait en outre partie du bassin de vie de Toulouse.
Les communes les plus proches sont : Belbèze-de-Lauragais (2,3 km), Donneville (2,6 km), Ayguesvives (3,0 km), Baziège (3,4 km), Montlaur (3,4 km), Montbrun-Lauragais (4,2 km), Deyme (4,5 km), Pouze (4,6 km).
Sur le plan historique et culturel, Montgiscard fait partie du pays toulousain, une ceinture de plaines fertiles entrecoupées de bosquets d'arbres, aux molles collines semées de fermes en briques roses, inéluctablement grignotée par l'urbanisme des banlieues.
Montgiscard est limitrophe de huit autres communes.
Les communes limitrophes sont Donneville, Montlaur, Baziège, Ayguesvives, Saint-Léon, Belbèze-de-Lauragais, Pouze et Montbrun-Lauragais.
| Montbrun-Lauragais   | Donneville  | Montlaur    |
| Pouze                | Montgiscard | Baziège     |
| Belbèze-de-Lauragais | Saint-Léon  | Ayguesvives |

### Géologie
La superficie de la commune est de 1 320 hectares ; son altitude varie de 153  à   274 mètres.

### Hydrographie

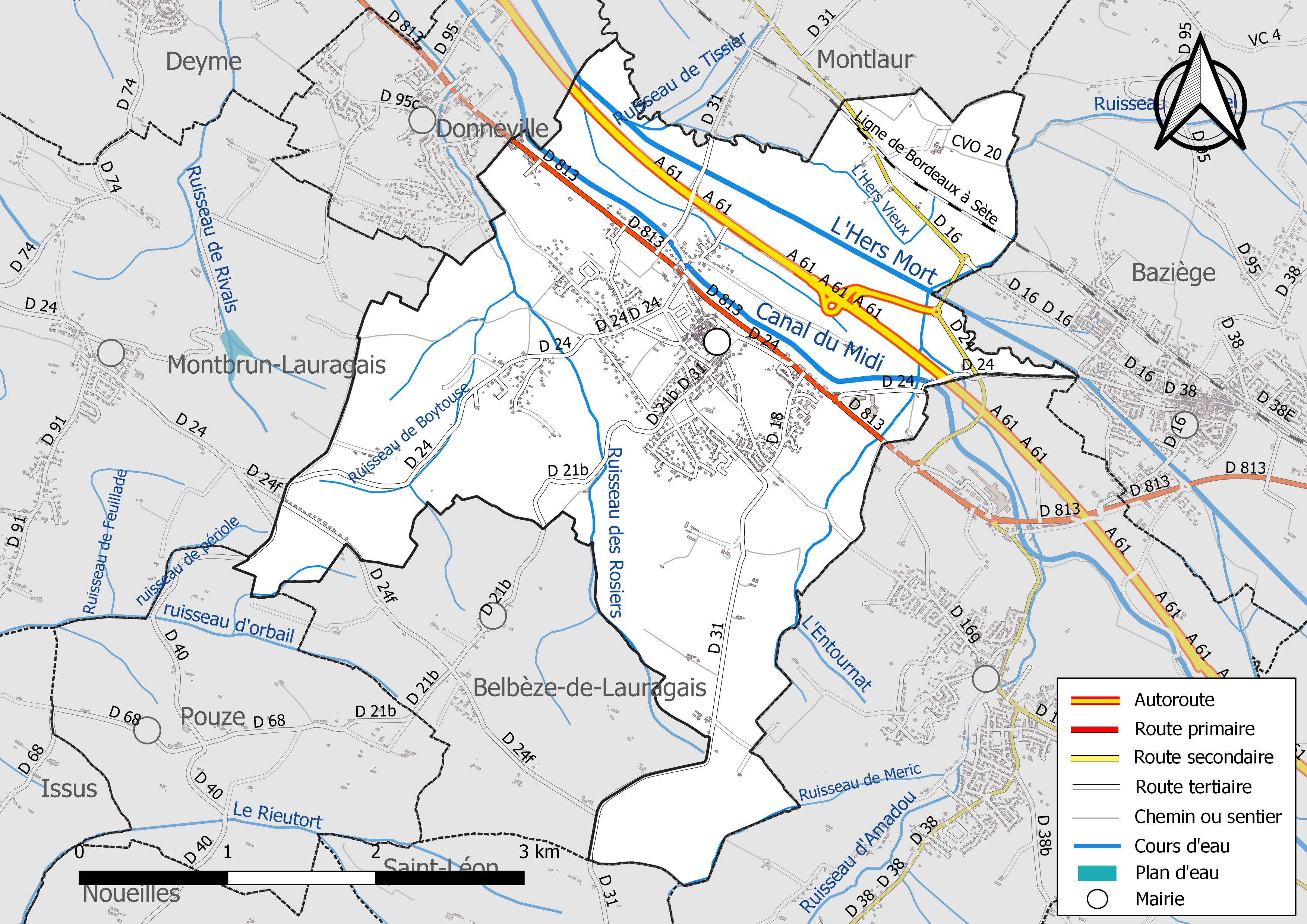
Réseaux hydrographique et routier de Montgiscard.

La commune est dans le bassin de la Garonne, au sein du bassin hydrographique Adour-Garonne. Elle est drainée par le canal du Midi, l'Hers-Mort, l'Entournat, le ruisseau d'Amadou, le ruisseau de Rivel, le ruisseau des Rosiers, le ruisseau de Tissier, l'Hers Vieux, le ruisseau de Bartassou, le ruisseau de Boytouse, le ruisseau de Meric et par divers petits cours d'eau, constituant un réseau hydrographique de 23 km de longueur totale,.
Le canal du Midi, d'une longueur totale de 239,8 km, est un canal de navigation à bief de partage qui relie Toulouse à la mer Méditerranée depuis le xviie siècle.
L'Hers-Mort, d'une longueur totale de 89,3 km, prend sa source dans la commune de Laurac (11) et s'écoule du sud-est vers le nord-ouest. Elle traverse la commune et se jette dans la Garonne à Grenade, après avoir traversé 40 communes.

### Climat
Pour des articles plus généraux, voir Climat de l'Occitanie et Climat de la Haute-Garonne.
En 2010, le climat de la commune est de type climat du Bassin du Sud-Ouest, selon une étude s'appuyant sur une série de données couvrant la période 1971-2000. En 2020, Météo-France publie une typologie des climats de la France métropolitaine dans laquelle la commune est exposée à un climat océanique altéré et est dans la région climatique Aquitaine, Gascogne, caractérisée par une pluviométrie abondante au printemps, modérée en automne, un faible ensoleillement au printemps, un été chaud (19,5 °C), des vents faibles, des brouillards fréquents en automne et en hiver et des orages fréquents en été (15 à 20 jours).
Pour la période 1971-2000, la température annuelle moyenne est de 13,3 °C, avec une amplitude thermique annuelle de 15,6 °C. Le cumul annuel moyen de précipitations est de 687 mm, avec 8,9 jours de précipitations en janvier et 5,7 jours en juillet. Pour la période 1991-2020, la température moyenne annuelle observée sur la station météorologique la plus proche, située sur la commune de Ségreville à 14 km à vol d'oiseau, est de 13,4 °C et le cumul annuel moyen de précipitations est de 747,6 mm,. Pour l'avenir, les paramètres climatiques de la commune estimés pour 2050 selon différents scénarios d'émission de gaz à effet de serre sont consultables sur un site dédié publié par Météo-France en novembre 2022.

### Milieux naturels et biodiversité

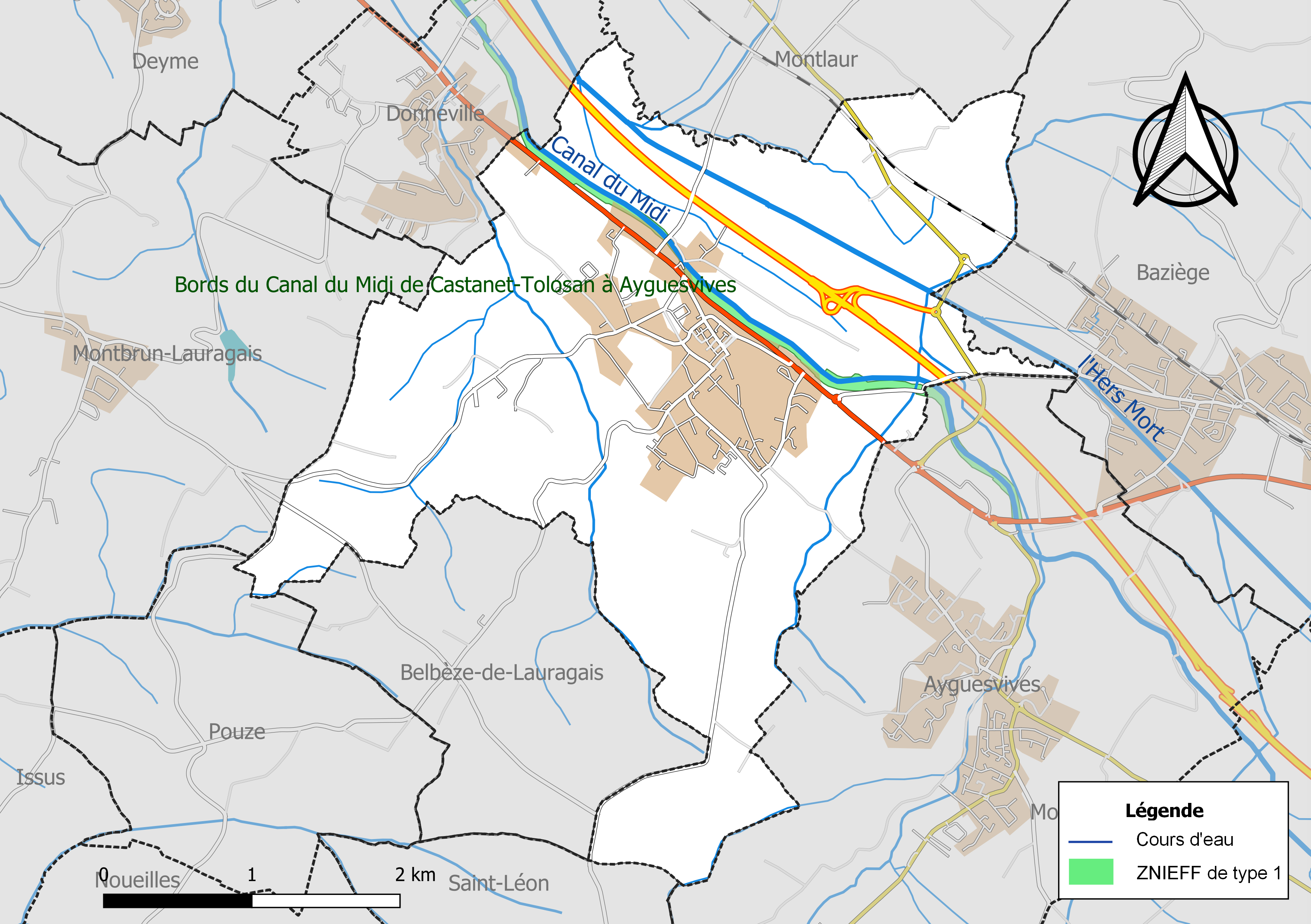
Carte de la ZNIEFF de type 1 localisée sur la commune.

L’inventaire des zones naturelles d'intérêt écologique, faunistique et floristique (ZNIEFF) a pour objectif de réaliser une couverture des zones les plus intéressantes sur le plan écologique, essentiellement dans la perspective d’améliorer la connaissance du patrimoine naturel national et de fournir aux différents décideurs un outil d’aide à la prise en compte de l’environnement dans l’aménagement du territoire.
Une ZNIEFF de type 1 est recensée sur la commune : les « bords du Canal du Midi de Castanet-Tolosan à Ayguesvives » (77 ha), couvrant 7 communes du département.

## Urbanisme

### Typologie
Au 1er janvier 2024, Montgiscard est catégorisée bourg rural, selon la nouvelle grille communale de densité à sept niveaux définie par l'Insee en 2022.
Elle appartient à l'unité urbaine de Montgiscard, une unité urbaine monocommunale constituant une ville isolée,. Par ailleurs la commune fait partie de l'aire d'attraction de Toulouse, dont elle est une commune de la couronne,. Cette aire, qui regroupe 527 communes, est catégorisée dans les aires de 700 000 habitants ou plus (hors Paris),.

### Occupation des sols

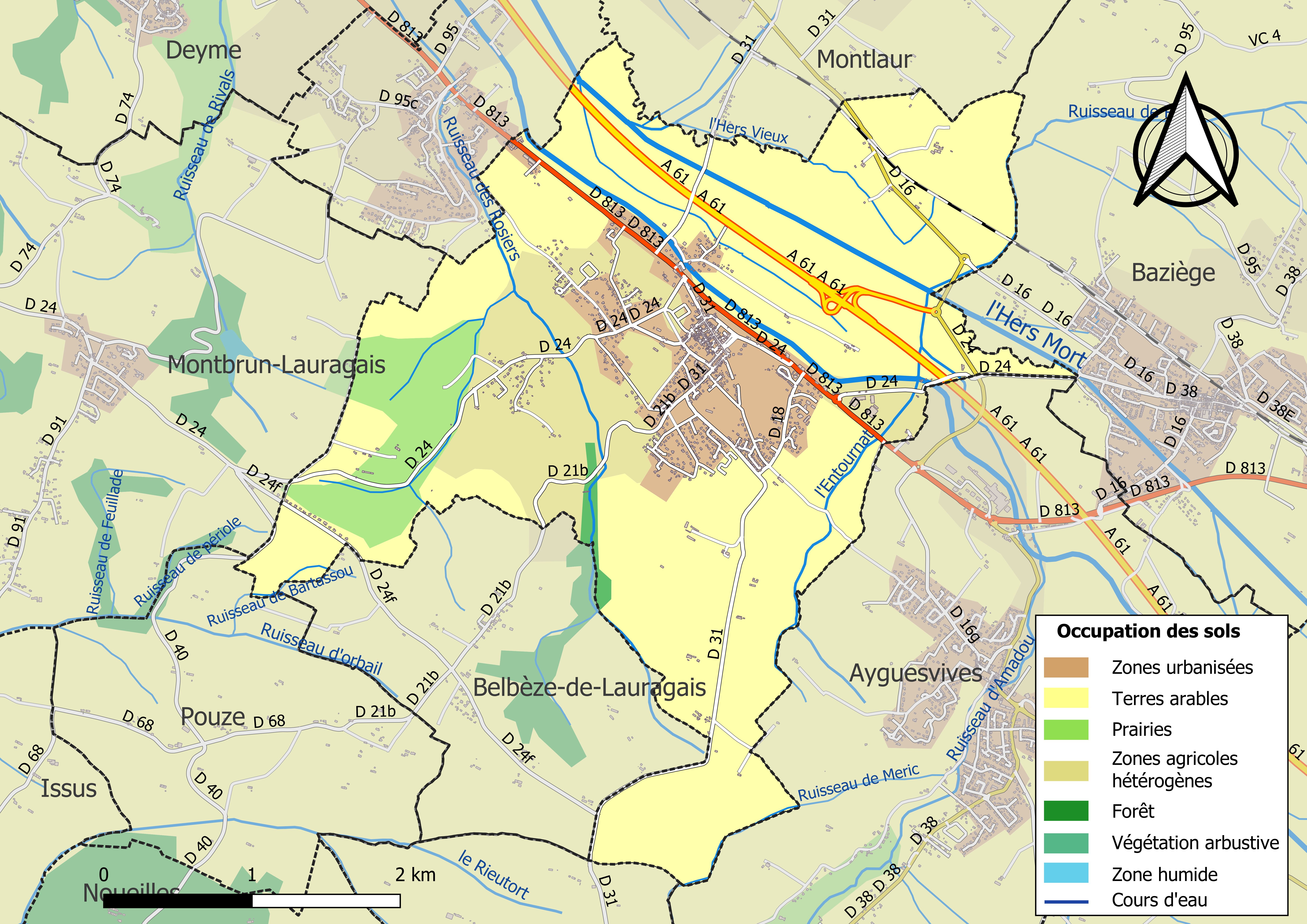
Carte des infrastructures et de l'occupation des sols de la commune en 2018 (CLC).

L'occupation des sols de la commune, telle qu'elle ressort de la base de données européenne d’occupation biophysique des sols Corine Land Cover (CLC), est marquée par l'importance des territoires agricoles (87,1 % en 2018), en diminution par rapport à 1990 (90,7 %). La répartition détaillée en 2018 est la suivante : terres arables (65,9 %), zones agricoles hétérogènes (14,3 %), zones urbanisées (12,1 %), prairies (6,9 %), forêts (0,8 %). L'évolution de l’occupation des sols de la commune et de ses infrastructures peut être observée sur les différentes représentations cartographiques du territoire : la carte de Cassini (XVIIIe siècle), la carte d'état-major (1820-1866) et les cartes ou photos aériennes de l'IGN pour la période actuelle (1950 à aujourd'hui).

### Voies de communication et transports
Accès par la route nationale 113 et les autoroutes A66 et A61.
La ligne 205 du réseau Tisséo relie le centre de la commune à Castanet-Tolosan, en correspondance avec le bus à haut niveau de service Linéo L6 en direction de la station Ramonville du métro de Toulouse, la ligne 350 du réseau Arc-en-Ciel relie le centre de la commune à la gare routière de Toulouse depuis Avignonet-Lauragais et la ligne 383 relie le centre de la commune à la station Université-Paul-Sabatier depuis Salles-sur-l'Hers.

### Risques majeurs
Le territoire de la commune de Montgiscard est vulnérable à différents aléas naturels : météorologiques (tempête, orage, neige, grand froid, canicule ou sécheresse), inondations et séisme (sismicité très faible). Il est également exposé à un risque technologique, la rupture d'un barrage. Un site publié par le BRGM permet d'évaluer simplement et rapidement les risques d'un bien localisé soit par son adresse soit par le numéro de sa parcelle.

#### Risques naturels
Certaines parties du territoire communal sont susceptibles d’être affectées par le risque d’inondation par débordement de cours d'eau, notamment l'Hers-Mort. La commune a été reconnue en état de catastrophe naturelle au titre des dommages causés par les inondations et coulées de boue survenues en 1982, 1991, 1992, 1996, 1999 et 2009,.

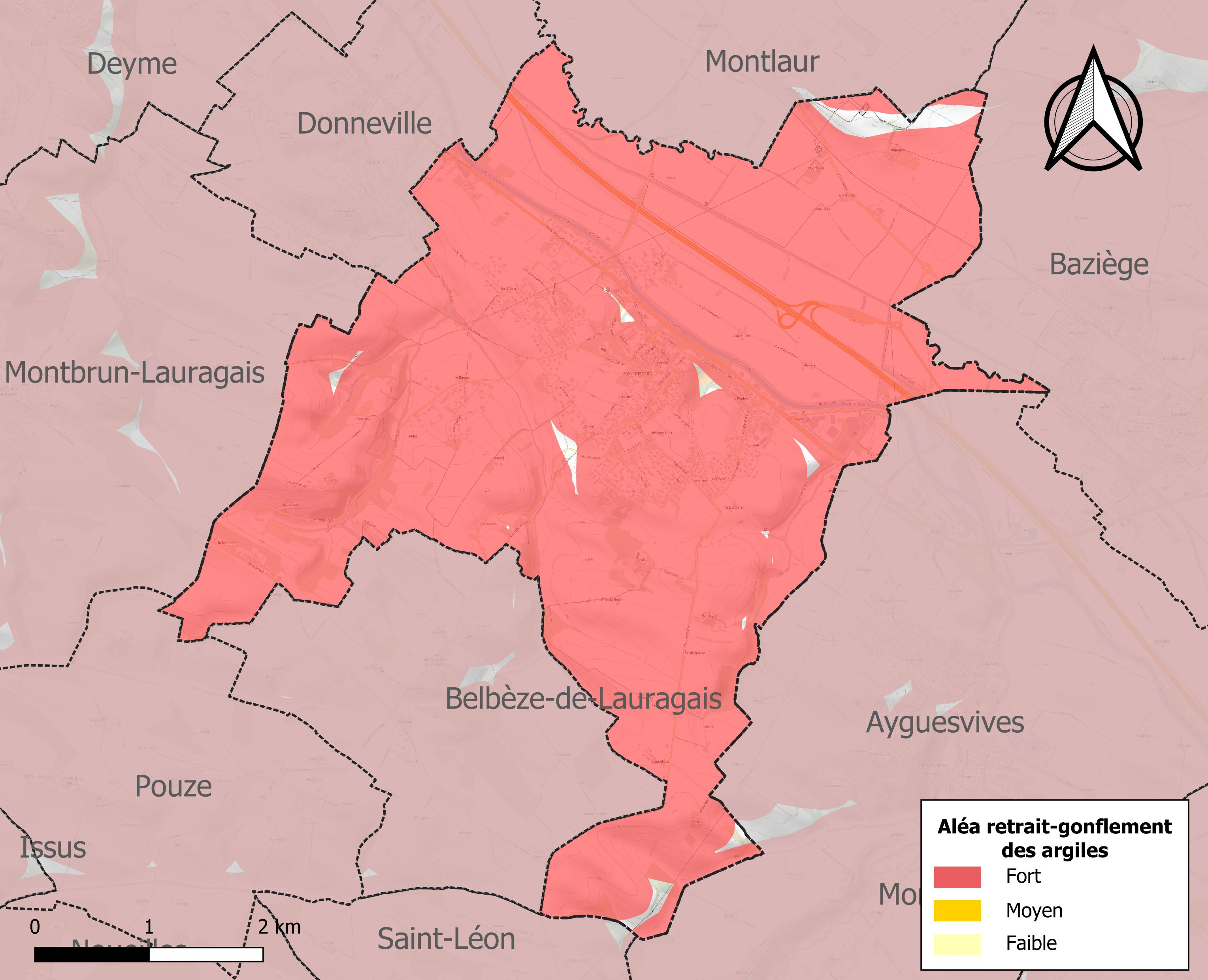
Carte des zones d'aléa retrait-gonflement des sols argileux de Montgiscard.

Le retrait-gonflement des sols argileux est susceptible d'engendrer des dommages importants aux bâtiments en cas d’alternance de périodes de sécheresse et de pluie. 98,2 % de la superficie communale est en aléa moyen ou fort (88,8 % au niveau départemental et 48,5 % au niveau national). Sur les 915 bâtiments dénombrés sur la commune en 2019, 914 sont en aléa moyen ou fort, soit 100 %, à comparer aux 98 % au niveau départemental et 54 % au niveau national. Une cartographie de l'exposition du territoire national au retrait gonflement des sols argileux est disponible sur le site du BRGM,.
Par ailleurs, afin de mieux appréhender le risque d’affaissement de terrain, l'inventaire national des cavités souterraines permet de localiser celles situées sur la commune.
Concernant les mouvements de terrains, la commune a été reconnue en état de catastrophe naturelle au titre des dommages causés par la sécheresse en 2003 et 2016 et par des mouvements de terrain en 1999.

#### Risques technologiques
La commune est en outre située en aval du barrage de l'Estrade sur la Ganguise (département de l'Aude). À ce titre elle est susceptible d’être touchée par l’onde de submersion consécutive à la rupture de cet ouvrage.

## Toponymie
1271 : Monte Guiscardo

## Histoire
Au Moyen Âge, le territoire de Montgiscard était d'abord placé sous l'autorité du seigneur de Belbèze. Il y détenait un domaine et un château fort au lieu-dit Endardé.
En 1211, le seigneur de Montgiscard se rallia au parti de Simon de Montfort. Et en guise de représailles, le comte de Toulouse rasa le village de même que l'oratoire de Roqueville et s'empara de la seigneurie et du château de Belbèze.
Placée sur une terrasse qui commande la vallée de l'Hers, la ville de Montgiscard, fut le centre d'une baillie, puis d'une châtellerie.
En 1355, elle fut prise et brûlée par les troupes du Prince Noir, mais commença à se rétablir l'année suivante. En 1517, G. de Borderia porta le titre de seigneur de Montgiscard.
Au XVIIIe siècle, ce lieu fut rattaché à la seigneurie d'Ayguesvives en échange à un descendant du surintendant Fouquet. À l'époque moderne, Montgiscard était l'une des villes maîtresses du diocèse civil de Toulouse.
À la fin du XVIIe les archives du diocèse, jusque-là ambulantes, furent déposées dans la sacristie de l'église de Montgiscard, où elles demeurèrent jusqu'à leur installation à Toulouse dans les bâtiments de l'archevêché en 1772.
Montgiscard a été le siège d'une des sept justices subalternes de la sénéchaussée de Castelnaudary. En août 1799, les royalistes s’en emparent dans leur tentative de prendre Toulouse.
Elle devient chef-lieu de canton en 1800. Les fossés de la ville furent comblés en 1820.
Au XIXe siècle, d’importantes foires aux bestiaux se tenaient à Montgiscard sur la place du Foirail.

### Héraldique
| Montgiscard | Son blasonnement est : D'azur à la tige de trois chardons feuillée de quatre pièces d'or. |

## Politique et administration

### Administration municipale
Le nombre d'habitants au recensement de 2017 étant compris entre 1 500 habitants et 2 499 habitants, le nombre de membres du conseil municipal pour l'élection de 2020 est de dix-neuf,.

### Rattachements administratifs et électoraux
Commune faisant partie de la dixième circonscription de la Haute-Garonne, du Sicoval et du canton d'Escalquens (avant le redécoupage départemental de 2014, Montgiscard était le chef-lieu de l'ex-canton de Montgiscard).

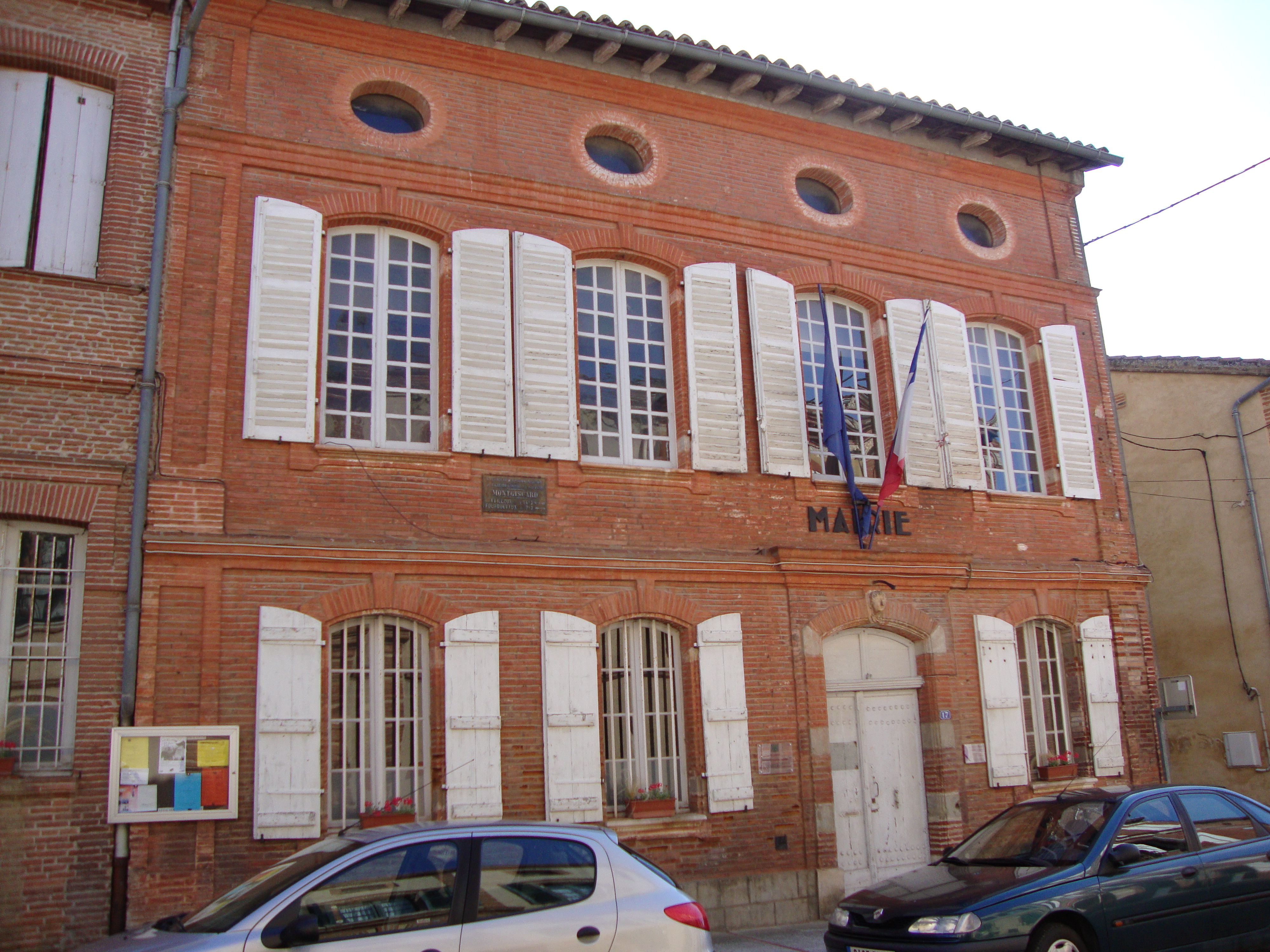
Mairie

### Liste des maires
| Période                                  | Période  | Identité             | Étiquette | Qualité                       |
| ---------------------------------------- | -------- | -------------------- | --------- | ----------------------------- |
| 1965                                     | 1983     | Louis Laharrague     | DVD       |                               |
| 1983                                     | 1995     | Jean-Jacques Velasco | PS        | Technicien supérieur ufologue |
| 1995                                     | 2014     | Lucie Voinchet       | PS        |                               |
| 2014                                     | En cours | Laurent Forest       | DVD       | Agriculteur                   |
| Les données manquantes sont à compléter. |          |                      |           |                               |

### Jumelages
- Campolongo Tapogliano (Italie)

## Population et société

### Démographie
L'évolution du nombre d'habitants est connue à travers les recensements de la population effectués dans la commune depuis 1793. Pour les communes de moins de 10 000 habitants, une enquête de recensement portant sur toute la population est réalisée tous les cinq ans, les populations de référence des années intermédiaires étant quant à elles estimées par interpolation ou extrapolation. Pour la commune, le premier recensement exhaustif entrant dans le cadre du nouveau dispositif a été réalisé en 2008.

En 2022, la commune comptait 2 586 habitants, en évolution de +11,32 % par rapport à 2016 (Haute-Garonne : +8,02 %, France hors Mayotte : +2,11 %).
| 1793  | 1800 | 1806  | 1821  | 1831  | 1836  | 1841  | 1846  | 1851  |
| ----- | ---- | ----- | ----- | ----- | ----- | ----- | ----- | ----- |
| 1 007 | 967  | 1 000 | 1 124 | 1 186 | 1 242 | 1 260 | 1 290 | 1 256 |

| 1856  | 1861  | 1866  | 1872  | 1876 | 1881 | 1886 | 1891 | 1896 |
| ----- | ----- | ----- | ----- | ---- | ---- | ---- | ---- | ---- |
| 1 250 | 1 202 | 1 116 | 1 048 | 955  | 905  | 869  | 875  | 877  |

| 1901 | 1906 | 1911 | 1921 | 1926 | 1931 | 1936 | 1946 | 1954 |
| ---- | ---- | ---- | ---- | ---- | ---- | ---- | ---- | ---- |
| 811  | 789  | 747  | 649  | 666  | 633  | 627  | 679  | 783  |

| 1962 | 1968 | 1975  | 1982  | 1990  | 1999  | 2006  | 2008  | 2013  |
| ---- | ---- | ----- | ----- | ----- | ----- | ----- | ----- | ----- |
| 809  | 873  | 1 281 | 1 575 | 1 792 | 1 947 | 2 033 | 2 060 | 2 143 |

| 2018  | 2022  | - | - | - | - | - | - | - |
| ----- | ----- | - | - | - | - | - | - | - |
| 2 536 | 2 586 | - | - | - | - | - | - | - |

| selon la population municipale des années : | 1968 | 1975 | 1982 | 1990 | 1999 | 2006 | 2009 | 2013 |
| Rang de la commune dans le département      | 85   | 65   | 76   | 79   | 81   | 91   | 95   | 97   |
| Nombre de communes du département           | 592  | 582  | 586  | 588  | 588  | 588  | 589  | 589  |

### Enseignement
Montgiscard fait partie de l'académie de Toulouse.

### Culture et festivités
Bibliothèque

### Activités sportives
Chasse, pétanque, tennis, football, Rocket League Esports.

### Écologie et recyclage
La collecte et le traitement des déchets des ménages et des déchets assimilés ainsi que la protection et la mise en valeur de l'environnement se font dans le cadre du Sicoval.

## Économie

### Revenus
En 2018 (données Insee publiées en septembre 2021), la commune compte 998 ménages fiscaux, regroupant 2 518 personnes. La médiane du revenu disponible par unité de consommation est de 25 470 € (23 140 € dans le département). 64 % des ménages fiscaux sont imposés (55,3 % dans le département).

### Emploi
|                | 2008  | 2013  | 2018  |
| -------------- | ----- | ----- | ----- |
| Commune        | 4,3 % | 5,8 % | 6 %   |
| Département    | 7,7 % | 9,6 % | 9,3 % |
| France entière | 8,3 % | 10 %  | 10 %  |

En 2018, la population âgée de 15 à 64 ans s'élève à 1 544 personnes, parmi lesquelles on compte 80 % d'actifs (74 % ayant un emploi et 6 % de chômeurs) et 20 % d'inactifs,. Depuis 2008, le taux de chômage communal (au sens du recensement) des 15-64 ans est inférieur à celui de la France et du département.
La commune fait partie de la couronne de l'aire d'attraction de Toulouse, du fait qu'au moins 15 % des actifs travaillent dans le pôle,. Elle compte 513 emplois en 2018, contre 511 en 2013 et 597 en 2008. Le nombre d'actifs ayant un emploi résidant dans la commune est de 1 155, soit un indicateur de concentration d'emploi de 44,4 % et un taux d'activité parmi les 15 ans ou plus de 62,2 %.
Sur ces 1 155 actifs de 15 ans ou plus ayant un emploi, 157 travaillent dans la commune, soit 14 % des habitants. Pour se rendre au travail, 87,6 % des habitants utilisent un véhicule personnel ou de fonction à quatre roues, 2,9 % les transports en commun, 5,7 % s'y rendent en deux-roues, à vélo ou à pied et 3,7 % n'ont pas besoin de transport (travail au domicile).

### Activités hors agriculture

#### Secteurs d'activités
205 établissements sont implantés à Montgiscard au 31 décembre 2019. Le tableau ci-dessous en détaille le nombre par secteur d'activité et compare les ratios avec ceux du département,.
| Secteur d'activité                                                                                        | Commune | Commune | Département |
| Secteur d'activité                                                                                        | Nombre  | %       | %           |
| --- | ------- | ------- | ----------- |
| Ensemble                                                                                                  | 205     | 100 %   | (100 %)     |
| Industrie manufacturière, industries extractives et autres                                                | 11      | 5,4 %   | (5,7 %)     |
| Construction                                                                                              | 27      | 13,2 %  | (12 %)      |
| Commerce de gros et de détail, transports, hébergement et restauration                                    | 47      | 22,9 %  | (25,9 %)    |
| Information et communication                                                                              | 5       | 2,4 %   | (4,1 %)     |
| Activités financières et d'assurance                                                                      | 3       | 1,5 %   | (3,8 %)     |
| Activités immobilières                                                                                    | 10      | 4,9 %   | (4,2 %)     |
| Activités spécialisées, scientifiques et techniques et activités de services administratifs et de soutien | 41      | 20 %    | (19,8 %)    |
| Administration publique, enseignement, santé humaine et action sociale                                    | 39      | 19 %    | (16,6 %)    |
| Autres activités de services                                                                              | 22      | 10,7 %  | (7,9 %)     |

Le secteur du commerce de gros et de détail, des transports, de l'hébergement et de la restauration est prépondérant sur la commune puisqu'il représente 22,9 % du nombre total d'établissements de la commune (47 sur les 205 entreprises implantées à Montgiscard), contre 25,9 % au niveau départemental.

#### Entreprises et commerces
Les cinq entreprises ayant leur siège social sur le territoire communal qui génèrent le plus de chiffre d'affaires en 2020 sont :
- Ardits, hypermarchés (24 290 k€) ;
- KPL, commerces de détail d'optique (881 k€) ;
- Formaelec, formation continue d'adultes (640 k€) ;
- Alya, entretien et réparation de véhicules automobiles légers (592 k€) ;
- C&S Chauffage, travaux d'installation d'eau et de gaz en tous locaux (213 k€).

### Agriculture
La commune est dans le Lauragais, une petite région agricole occupant le nord-est du département de la Haute-Garonne, dont les coteaux portent des grandes cultures en sec avec une dominante blé dur et tournesol. En 2020, l'orientation technico-économique de l'agriculture sur la commune est la culture de céréales et/ou d'oléoprotéagineuses.
|               | 1988  | 2000  | 2010  | 2020  |
| ------------- | ----- | ----- | ----- | ----- |
| Exploitations | 25    | 17    | 15    | 13    |
| SAU (ha)      | 1 234 | 1 066 | 1 569 | 1 364 |

Le nombre d'exploitations agricoles en activité et ayant leur siège dans la commune est passé de 25 lors du recensement agricole de 1988 à 17 en 2000 puis à 15 en 2010 et enfin à 13 en 2020, soit une baisse de 48 % en 32 ans. Le même mouvement est observé à l'échelle du département qui a perdu pendant cette période 57 % de ses exploitations,. La surface agricole utilisée sur la commune a quant à elle augmenté, passant de 1 234 ha en 1988 à 1 364 ha en 2020. Parallèlement la surface agricole utilisée moyenne par exploitation a augmenté, passant de 49 à 105 ha.

## Culture locale et patrimoine

### Lieux et monuments

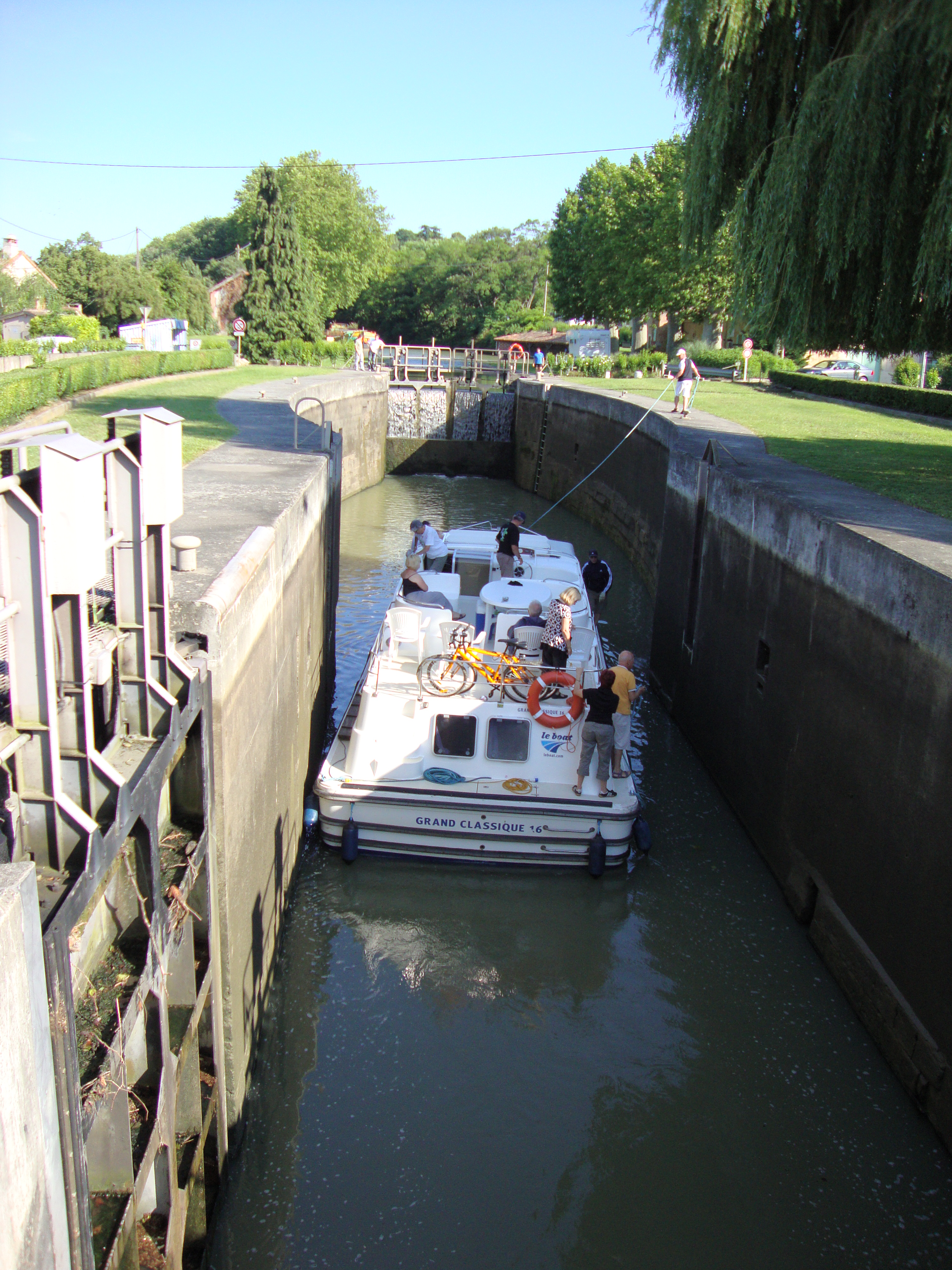
Écluse de Montgiscard, Canal du Midi.

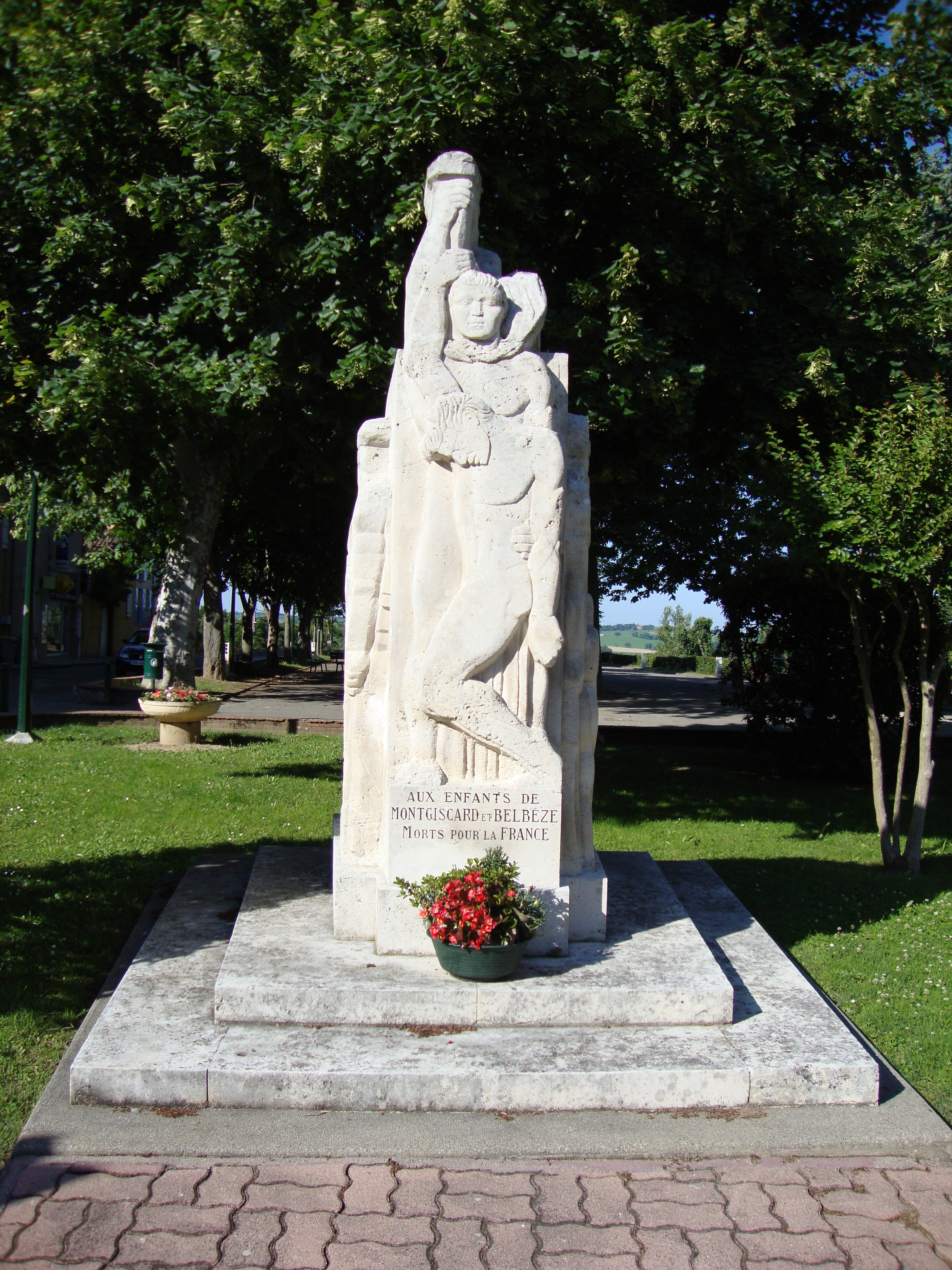
Monument aux morts.

- Église Saint-André de Montgiscard (XVe siècle).

L’église Saint-André de Montgiscard (XVe siècle) a été classée Monument historique par arrêté du 18 novembre 1926. Le clocher (XVe et XVIe siècles) a été construit par Dominique Bachelier (1530-1594) ; il s'agit d’un clocher-mur au sommet horizontal, avec mâchicoulis, six baies campanaires et deux tourelles. Ce dernier a été reconstruit vers 1890.
- Château de Roqueville (XVe et XVIIIe siècles).

Le fief de Roqueville est cité dès le XIIe siècle. Cette puissante famille adhère à l'hérésie cathare, ce qui précipite sa ruine et sa spoliation. Roqueville est alors rattaché à la baronnie de Montbrun, qui est attribuée par le roi à l'évêque de Toulouse. Après les Roqueville, la seigneurie échoit à la famille Gavarret puis à la fin du XVe siècle, aux Garaud, qui la conservent jusqu'au XVIIIe siècle. En 1760, le domaine est acquis par Marc Derrey, ancien capitoul, qui y fait des travaux.
- Chapelle Notre-Dame de Roqueville (XIIIe – XIXe siècles).

Cette chapelle est un lieu de pèlerinage très fréquenté. Son histoire débute au XIIe siècle lorsqu'un petit oratoire est élevé à cet endroit, remplacé plus tard par une chapelle où d'après la tradition, viennent prier Simon de Montfort et Saint Dominique en 1211. La chapelle est détruite puis reconstruite et agrandie. Elle souffre des guerres de Religion. En 1640, une petite communauté de prêtres y est installée. Elle est reconstruite une dernière fois en 1820 et agrandie en 1851. En 1884, au terme d'une mission prêchée par les capucins de Toulouse, un calvaire est érigé à l'emplacement du cimetière.
- Maison de la route du faubourg de Sers (XVIIIe siècle).

À l'origine, cette maison appartenait à une famille de maréchaux-ferrants. Elle associe l'atelier et la maison d'habitation regroupée en grande partie à l'étage. La demeure a conservé entre deux fenêtres, son bouquet de Saint-Eloi, patron des forgerons, enseigne de l'atelier mais aussi chef-d'œuvre que le compagnon se doit d'exécuter pour accéder à la maîtrise de son métier.
- Pont-canal de Nostreseigné, écluse du Sanglier et écluse de Montgiscard du Canal du Midi - Lavoir du XVIIIe siècle.

Ce lavoir est en partie fermé. Ses installations, notamment la cheminée permettant de chauffer son eau de lessive, n'ont pas été conservées. L'ensemble permettait autrefois aux femmes de Montgiscard d'utiliser l'eau du canal pour laver leur linge.
- Pont des Romains du XIXe siècle.

Le lendemain de la bataille du 10 avril 1814, lors de la retraite en direction de Narbonne, le Maréchal Soult fait sauter ce pont afin d'empêcher les Anglais de lui couper la route. Il est reconstruit en 1821.

### Personnalités liées à la commune
- Jean-Jacques Velasco
- Jean-Pierre Rouzeval, Directeur des Opérations du premier lancement d’Ariane (L01)
- Bernard Maris, économiste et journaliste, assassiné en janvier 2015 lors de la tuerie de Charlie Hebdo, qui a passé une partie de son enfance dans la commune. Ses obsèques ont eu lieu dans la chapelle de Roqueville, et il repose dans le cimetière de la commune.
- Alexandre Fourtanier
- Pauline Ester, chanteuse.
- Simonne Loiseleur des Longchamps Deville née Durand, (à Montgiscard en 1928, décédée à Gourdon en 2018), chevalière de l'Ordre des Arts et des Lettres, inhumée au cimetière de Laval, commune de Reilhaguet (Lot).